# Santuario di Nostra Signora del Buon Consiglio
Il santuario di Nostra Signora del Buon Consiglio è un luogo di culto cattolico situato nel comune di Riva Ligure, in via al Santuario, in provincia di Imperia. La principale festività si celebra la domenica successiva al 26 aprile nelle festività della Madonna del Buon Consiglio.

## Storia e descrizione

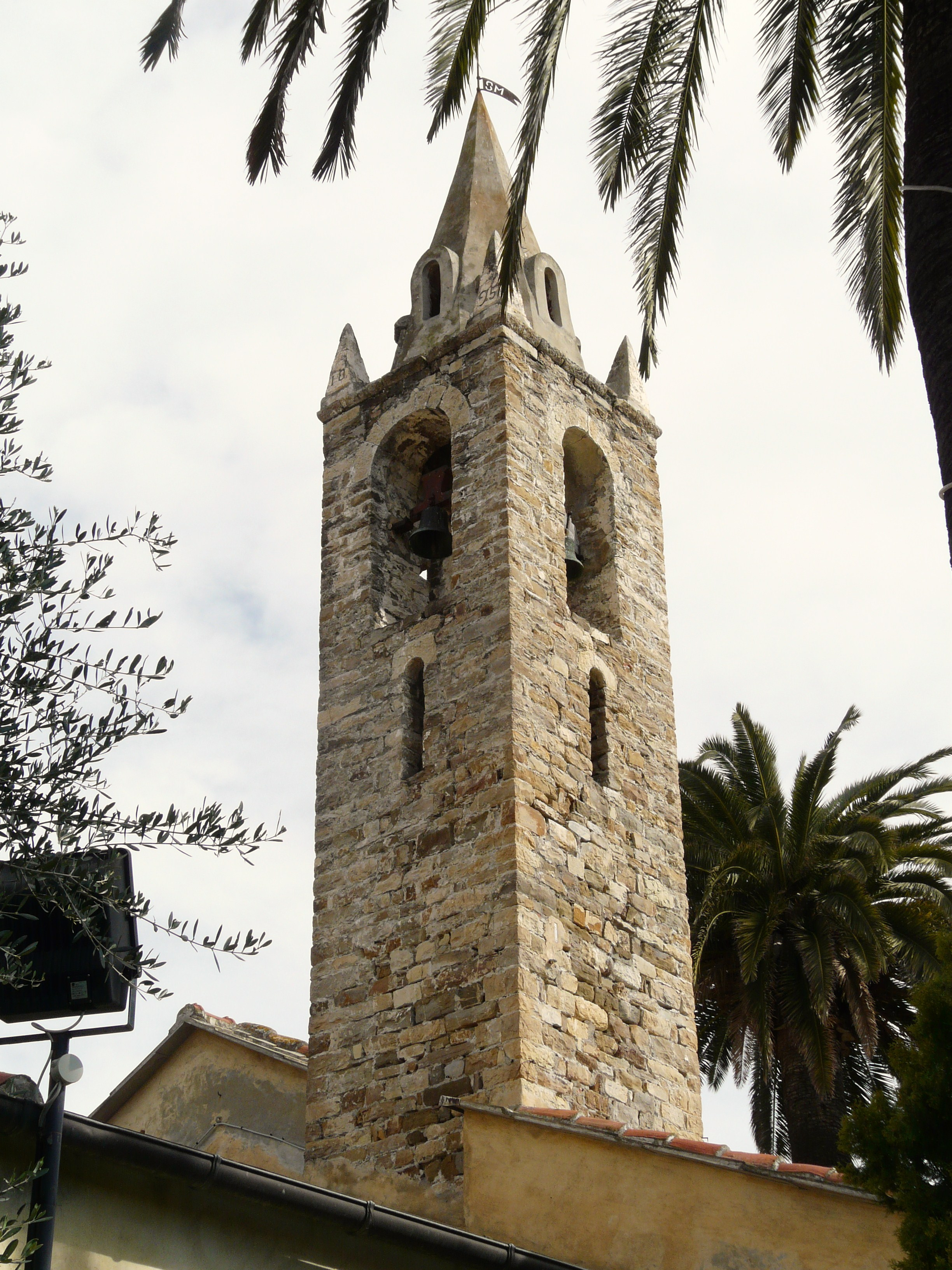
Il campanile

L'edificazione del primo edificio, dedicato in origine a san Maurizio, è risalente all'anno 1000 anche se la chiesa verrà citata per la prima volta in un documento datato al 1205.
Originariamente alle dipendenze della chiesa della Natività di Maria Vergine di Lingueglietta (frazione di Cipressa), con la nomina a parrocchiale ad essa faranno capo i centri vicini di Pompeiana, Terzorio, Santo Stefano al Mare e la stessa Riva Ligure.
L'intitolazione a Nostra Signora del Buon Consiglio avverrà in seguito, mentre la precedente intitolazione passerà alla nuova chiesa parrocchiale di Riva Ligure divenuto, nel frattempo, comune autonomo.
La pieve, legata all'abbazia di Santo Stefano di Genova dopo la donazione, nel 1049, da Adelaide di Susa, seguirà le vicende storiche del feudo rivese.
Il santuario si presenta con la caratteristica facciata a capanna rivestita da intonaco, con portale e forme strutturali in stile gotiche, recentemente posto a restauro.
All'interno è conservato il trittico ligneo del XV o XVI secolo con l'immagine della Vergine tra san Bartolomeo e san Giovanni Battista.
Nel fianco destro della chiesa è custodita la tomba del poeta Francesco Pastonchi.